# Ruddigore
Ruddigore o The Witch's Curse, è un'opera comica in due atti, con musiche di Arthur Sullivan e libretto di W. S. Gilbert. Essa è una delle Savoy Opera e la decima delle quattordici scritte dal duo Gilbert e Sullivan.  Venne rappresentata per la prima volta al Savoy Theatre di Londra il 22 gennaio 1887.
La prima rappresentazione non fu un successo. Dopo alcuni cambiamenti, compresa la modifica del titolo (era stato Ruddygore alla prima), raggiunse il numero delle 288 rappresentazioni. Vi furono ancora cambiamenti, compresa una nuova ouverture quando Rupert D'Oyly Carte la ripropose dopo la fine della prima guerra mondiale. Nonostante non fosse stata un grande successo, rimase comunque in repertorio fino alla chiusura della compagnia nel 1982.
Nel 2000, la Casa editrice dell'Università di Oxford pubblicò una versione commentata dell'opera curata dallo studioso David Russell Hulme. Essa comprende una sostanziale introduzione che illustra molte delle modifiche con il materiale eliminato incluso in appendice. Molti sostennero che le modifiche apportate dagli autori e poi nel 1920 furono positive per il lavoro. Altri invece hanno ripristinato alcune o tutte le parti eliminate.

## L'opera
Alcune elementi della trama di Ruddigore facevano parte dell'opera in un atto di Gilbert Ages Ago del 1869, compreso il racconto del cattivo antenato e l'uscita degli antenati dai loro ritratti.
L'opera è basata sulla parodia del melodramma. C'è un briccone che porta via la fanciulla; la pedante povera ma virtuosa eroina;  l'eroe mascherato, ed il suo vecchio fedele seguace che sogna i loro primi giorni di gloria; il marinaio che dice di star seguendo il suo cuore; la selvaggia ragazza arrabbiata; la vanteria ed il patriottismo del mangiatore di fuoco; i fantasmi che tornano in vita a rafforzare una maledizione; e così via.
Ma Gilbert, alla sua maniera di sconvolgitore di storie, mette a soqquadro la morale assoluta del melodramma: l'eroe diviene cattivo, il briccone diviene buono, e la nubile virtuosa cambia fidanzati ad ogni piè sospinto. I fantasmi ritornano in vita ponendo fine alla maledizione e tutto volge verso un finale a lieto fine.